# 第20回全国中等学校ラグビーフットボール大会
第20回全国中等学校ラグビーフットボール大会（だい20かいぜんこくちゅうとうがっこうラグビーフットボールたいかい）は、1938年（昭和13年）1月に兵庫県西宮市の甲子園南運動場で開催された、旧制中学校・実業学校および高等普通学校を対象としたラグビー競技大会である。

## 参加チーム
太字はシード校。
- 北海道庁立函館商業学校（北海道・実業学校）（2年ぶり2回目）
- 秋田県立秋田工業学校（秋田県・実業学校）（9年連続9回目）
- 保善商業学校（東京都）（初出場）
- 同志社中学校（京都府）（6年ぶり14回目）
- 兵庫県立第二神戸中学校（兵庫県）（3年ぶり4回目）
- 天理中学校（奈良県）（4年連続9回目）
- 崇徳中学校（広島県）（4年連続4回目）
- 徳島県脇町中学校（徳島県）（4年連続4回目）
- 福岡県立福岡中学校（福岡県）（6年連続10回目）
- 台北州立台北第一中学校（外地）（5年連続7回目）
- 養正高等普通学校[1]（外地）（初出場）
- 撫順中学校[2]（外地）（2年連続2回目）

## 試合結果

### 1回戦
- 函館商3-14 保善商
- 撫順中0-9 秋田工
- 脇町中11-14 天理中
- 福岡中0-14 養正高普

### 2回戦
- 同志社中3-6 崇徳中
- 保善商0-22 秋田工
- 台北一中0-11 神戸二中
- 天理中0-16 養正高普

### 準決勝
- 崇徳中0-36 秋田工
- 神戸二中0-12 養正高普

### 決勝
秋田工が4年ぶり2回目の優勝を果たした。
- 秋田工 3-0養正高普